# Наследники С. Н. Кистова
«Наследники С. Н. Кистова» — существовавшая в дореволюционной России  крупная компания. Полное наименование — Лесопромышленное акционерное общество «Наследники С. Н. Кистова». Штаб-квартира компании располагалась в городе Ростов-на-Дону.

## История

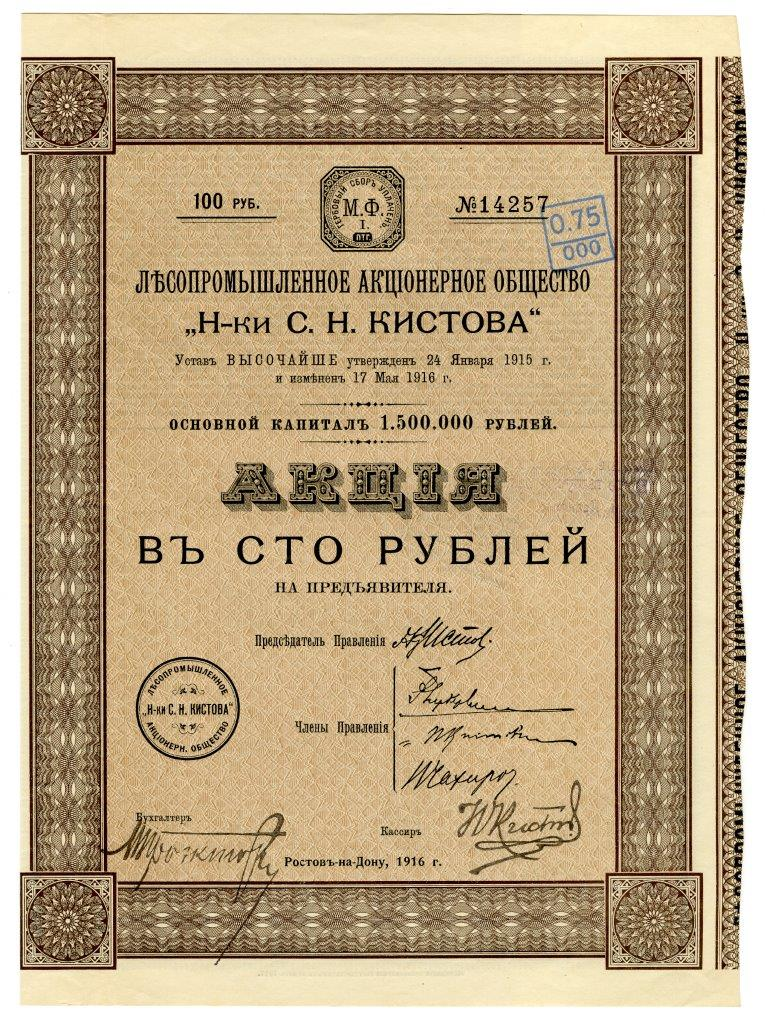
Акция в 100 руб. на предъявителя лесопромышленного акционерного общества "Н-ки С. Н. Кустова ". Ростов-на-Дону, 1916 г.

Акционерное общество наследников С. Н. Кистова зарегистрировано в 1915 году на базе основанного нахичеванским-на-Дону (ныне — часть города Ростов-на-Дону) купцом 1-й гильдии армянского происхождения Сергеем Николаевичем Кистовым в 1898 г. компании под фирмой «Торговый дом „С. Н. Кистов с сыновьями“», созданного «для производства торговли, промыслов и иных предприятий в городах Российской империи и за границей».
К 1906 г. Торговому дому С. Н. Кистова принадлежали следующие активы: лесопильный завод, ящичная и бричечная фабрики в г. Нахичевани-на-Дону; контора лесной торговли в г. Нахичевани-на-Дону и Царицыне; лавки бакалейной и колониальной торговли в г. Ростове-на-Дону. Торговый дом также владел несколькими предприятия в г. Царицыне, Урюпинске, Азове; лесным складом в г. Александровск-Грушевский (ныне Шахты) и пр.
После преобразования компании в Лесопромышленное акционерное общество «Наследники С. Н. Кистова» в руках потомков Сергея Николаевича Кистова были сосредоточены несколько лесопильных, известковых и кирпичных заводов; механические, ящичные, бричечные и фанерные фабрики; складские помещения, расположенные не только в области Войска Донского, но и за её пределами. Основная контора Акционерного общества находилась в Ростове-на-Дону по адресу: ул. Б.Садовая. 64. Отделения компании работали в Царицыне, Георгиевске, Александровске-Грушевском, Азове, станице Прохладная (ныне г. Прохладный) Терской обл..
После окончательного установления советской власти на Дону в 1920 г. Лесопромышленное акционерное общество «Наследники С. Н. Кистова» было упразднено и все его имущество экспроприировано государством.
В 1915—1920 гг. заведующим юридическим столом Лесопромышленного акционерного общества «Наследники С. Н. Кистова» работал впоследствии актёр театра и кино Г. Б. Тусузов

## Собственники и руководство
Основные владельцы компании: Братья Николай, Георгий, Степан, Аведик и Павел Сергеевичи Кистовы